# Teinobasis buwaldai
Teinobasis buwaldai là một loài chuồn chuồn kim trong họ Coenagrionidae.
Teinobasis buwaldai được Lieftinck miêu tả khoa học năm 1949.